# Trypeticus nitens
Trypeticus nitens är en skalbaggsart som beskrevs av Kanaar 2003. Trypeticus nitens ingår i släktet Trypeticus och familjen stumpbaggar. Inga underarter finns listade i Catalogue of Life.